# Mauro Díaz
Mauro Alberto Díaz (n. Concepción del Uruguay, Entre Ríos, Argentina, 10 de marzo de 1991) es un futbolista argentino. Juega de mediapunta y su equipo actual es Universidad Católica de la Serie A de Ecuador.

## Trayectoria

### River Plate
Mauro es el hijo del futbolista Jorge "Nono" Díaz. Jugó en las inferiores de River Plate por 4 años antes de ser convocado al primer equipo por el director técnico Diego Simeone apenas dos horas antes de un partido contra San Martín de Tucumán en la Ciudadela en el que River caería por 3-1.
Díaz jugó también el partido de ida por la primera ronda de la Copa Sudamericana contra el Defensor Sporting de Uruguay. Mauro hizo su debut oficial en el Monumental durante la vuelta, donde volvió a ser titular. Formó parte del plantel que descendió en junio de 2011. 
Tras no tener suerte en el club argentino y disputar los partidos en el banco de suplentes, parte a Chile para jugar la Temporada 2012 del fútbol chileno con el club Unión Española de la Primera División de Chile, pero en calidad de préstamo.

### Unión Española
Tras no tener espacio en River Plate es enviado a préstamo a la Unión Española de Chile. Mete su primer gol el 21 de febrero por la Copa Libertadores frente a Bolívar. En el Torneo Apertura 2012 no tendría mayor participación en el equipo titular. En el Torneo Clausura 2012 logra la regularidad y consigue quitarle el puesto al volante Braulio Leal, tras esto se ha convertido en pieza fundamental de Unión Española y uno de los jugadores más queridos por la hinchada. Disputó la final de ida entre Unión Española y Huachipato, partido que terminaría 3-1 a favor de los hispanos, fue una de las figuras del partido junto a su compatriota Sebastián Jaime y el uruguayo Diego Scotti.

### Regreso a River Plate
Vuelve a jugar en River en el torneo de verano 2013 jugando solamente de titular ante Boca, donde "Los Millonarios" se impusieron 2-0.

### F. C. Dallas
En el año 2013 es fichado por F. C. Dallas tras no ser tomado en cuenta por Ramón Ángel Díaz.

## Selección nacional
Mauro fue también convocado para participar en la preselección argentina sub-18, en el proyecto que encabeza Checho Batista, con la cual disputó un partido amistoso contra a un combinado de los Estados Unidos, en la que la albiceleste se impuso 5-0, Mauro convirtió los dos últimos goles a los 28 y 36 minutos del segundo tiempo respectivamente.

### Participaciones con la selección
| Torneo                                 | Sede    | Resultado     |
| -------------------------------------- | ------- | ------------- |
| Torneo Esperanzas de Toulon de 2009    | Francia | Tercer puesto |
| Campeonato Sudamericano Sub-20 de 2011 | Perú    | Tercer puesto |

## Clubes
| Club                    | País                | Año                 | Partidos | Goles |
| ----------------------- | ------------------- | ------------------- | -------- | ----- |
| River Plate             | Argentina           | 2008-2011           | 71       | 3     |
| Unión Española (cedido) | Chile               | 2012                | 56       | 7     |
| River Plate             | Argentina           | 2013                | 3        | 0     |
| Dallas                  | Estados Unidos      | 2013-2018           | 128      | 28    |
| Al-Ahli                 | EAU                 | 2018-2019           | 23       | 5     |
| Estudiantes de La Plata | Argentina           | 2020-2021           | 20       | 1     |
| Palestino               | Chile               | 2021-2022           | 23       | 2     |
| Universidad Católica    | Ecuador             | 2023-act.           | 83       | 12    |
| Total en su carrera     | Total en su carrera | Total en su carrera | 407      | 58    |

## Palmarés

### Campeonatos nacionales
| Título                   | Club         | País           | Año  |
| ------------------------ | ------------ | -------------- | ---- |
| Lamar Hunt U.S. Open Cup | F. C. Dallas | Estados Unidos | 2016 |
| MLS Supporters' Shield   | F. C. Dallas | Estados Unidos | 2016 |